# Bahnhof Birmingham Moor Street

Der Bahnhof Birmingham Moor Street ist nebst New Street und Snow Hill einer der drei Bahnhöfe im Stadtzentrum der englischen Stadt Birmingham. Er ist in Eigentum der Chiltern Railways und wird hauptsächlich von ihren Zügen und denjenigen der London Midland bedient.

## Geschichte
Der Bahnhof wurde 1909 an der bereits 1852 errichteten heutigen Chiltern Main Line zwischen Snow Hill und dem Londoner Bahnhof Marylebone durch die Great Western Railway eröffnet, jedoch nur als Provisorium. Endgültig vollendet wurde er 1914. Jedoch hatte der Bahnhof damals keine Bahnsteige an der CML, sondern nur Kopfbahnsteige für aus dem Süden endende Regionalzüge, so aus Leamington Spa oder Stratford-upon-Avon. An der westlichen Seite des Tunnelportals befand sich zudem ein Güterbahnhof. Anfänglich war eine Verbindung zum damaligen Hauptbahnhof Curzon Street geplant, deren Bau in Angriff genommen aber niemals vollendet wurde, da die Great Western Railway gezwungen war, einen eigenen Bahnhof zu bauen und entschied sich für die Linienführung via Snow Hill. Der unvollendete Viadukt Richtung Curzon Street ist heute noch ersichtlich.
Nach 1968 wurden aufgrund eines Entscheides unter der Beeching-Axt der Bahnhof Snow Hill und der Snow-Hill-Tunnel stillgelegt, die durchfahrenden Züge wurden nach New Street geführt, Moor Street verblieb jedoch als Endstation der Regionalzüge nach Leamington Spa. Der Güterbahnhof wurde durch einen Parkplatz ersetzt.
Als 1987 Snow Hill und die Chiltern Main Line wiedereröffnet wurde, so erhielt auch Moor Street Bahnsteige an dieser. Seitdem halten die Chiltern-Railways-Züge auch in Moor Street.
Von den vier Gleisen werden heute nur noch zwei genutzt, jedoch ist bis 2011 ein drittes Gleis geplant. Die ehemaligen Bahnsteige liegen leicht östlich der heutigen.
2002 wurde das alte Bahnhofsgebäude für 11 Millionen GBP mit Zugängen zu den neuen Bahnsteigen ausgestattet. Das 1980 erstellte neue Bahnhofsgebäude wurde wieder abgebrochen.

## Betrieb
Der Bahnhof wird heute von den Chiltern-Zügen zwischen Snow Hill und Marylebone bedient, zudem halten noch Regionalzüge der London Midland nach Leamington Spa. Sonntags wird er zudem von Dampffahrten nach Stratford-upon-Avon und Tyseley genutzt.
Aufgrund der hohen Kapazitäten und der Überlastung des Snow Hill-Tunnels – er kann wegen Einsturzgefahr umliegender Gebäude nicht erweitert werden – ist ein Kopfgleis in Bau, um einige von Süden ankommende Züge aufzunehmen. Bereits heute sind einige der Chiltern-Züge von/nach London gezwungen, bereits in Moor Street zu enden. Auch die alten Kopfbahnsteige sollen teilweise reaktiviert werden.
Der Bahnhof New Street ist zu Fuß innerhalb von 5 Minuten erreichbar, beide sind durch ein Einkaufszentrum miteinander verbunden. Die südlichen Zufahrtsstrecken nach New Street passieren Moor Street unterirdisch, ohne aber eine Schienenverkehrsverbindung zu besitzen.

## Zukunft
Der Birminghamer Bahnhof der High Speed 2 soll an der Stelle des ehemaligen Curzon-Street-Bahnhofs zu liegen kommen, unweit Moor Street und New Street. Er soll auch mit beiden Bahnhöfen verbunden wurden, um einen großen Umsteigeknoten zu schaffen.